# Mario Golf (jeu vidéo)
Mario Golf, ou Mario Golf 64 (マリオゴルフ64, Mario Gorufu Rokujūyon) au Japon, est un jeu vidéo de golf développé par Camelot et édité par Nintendo en 1999 sur Nintendo 64. Le jeu est porté la même année sur Game Boy Color (le titre est Mario Golf GB (マリオゴルフＧＢ) au Japon).
Le jeu est compatible avec le Transfer Pak, ce qui permet de transférer des données et des personnages de la version Nintendo 64 sur Game Boy Color, et vice-versa.

## Système de jeu
Le jeu est basiquement une transposition virtuelle du jeu de golf et suit essentiellement les règles du jeu réel.

### Mécaniques de jeu

#### Version Nintendo 64
Pour frapper la balle, le joueur doit appuyer en rythme sur le bouton A de la manette : la première pression lance le déplacement latéral d’un curseur le long d'un repère gradué situé au bas de l'écran. La seconde pression influence la distance totale du coup en fonction de l'endroit du repère gradué où se situe le curseur au moment où le bouton est pressé. Le curseur continue alors son déplacement en revenant vers son point de départ. Le joueur doit presser une troisième fois le bouton A en essayant d’arrêter le curseur au plus prés de la position initiale. S'il y parvient, le coup suivra exactement la trajectoire prévue, sinon il s'en éloignera proportionnellement au degré d'écart entre les positions initiales et finales du curseur.
Selon la position du personnage du joueur sur le parcours une marge d'erreur plus ou moins grande est accordée dans la réalisation du coup. Par exemple, si la balle se situe dans une zone d'herbes hautes, la distance maximale possible du coup sera amoindrie et la marge d'erreur réduite. Un segment de couleur rouge sous le repère gradué et parallèle à celui-ci indique au joueur la marge autorisée.
D'autres éléments peuvent influer sur le comportement de la balle : le vent, la pluie, les dénivellations du terrain... Des icônes présentent à l'écran ou bien des systèmes de grilles de couleurs permettent au joueur de voir ces informations avant de jouer le coup. Les boutons permettent de modifier la direction du coup et la puissance du coup, de déplacer la caméra, de changer de club ou d'imprimer de l'effet à la trajectoire de la balle.

### Modes de jeux
Le jeu se compose d'une série de modes de jeux spécifiques mettant en jeu diverses variantes des règles du golf :
| Nom du Mode   | Description | nombre de joueurs |
| ------------- | --- | ----------------- |
| Stroke        | parcours classique où le total de coup le plus faible l'emporte | 1,2,3 ou 4        |
| Get Character | affrontement à un-contre-un contre l'ordinateur, selon les règles du match-play. permet de débloquer de nouveaux personnages au fur et à mesure des victoires | 1                 |
| Tournament    | similaire au "stroke", le joueur doit cependant obtenir un score inférieur ou égale à celui de l'ordinateur | 1                 |
| Ring Shot     | faire passer la balle à travers un ou plusieurs anneaux dorés flottants sur le parcours, tout en marquant le par ou moins | 1                 |
| Speed golf    | effectuer le parcours le plus rapidement possible en étant chronométré | 1                 |
| Mini-golf     | parcours spéciaux où l'on n'utilise que le putter pour faire rouler la balle, et en utilisant les rebords du terrain pour faire rebondir celle-ci | 1,2,3 ou 4        |
| Training      | permet de jouer des parcours d'entrainement. Permet de recommencer chaque coup à volonté et de modifier les conditions de jeu (direction et vitesse du vent, météo et position de la balle au départ de trou) | 1                 |
| Match Game    | similaire au Get character, mais contre des joueurs humains | 2                 |
| Skins Match   | gagner le plus de "skins". Le score le plus bas sur un trou donné gagne une "skin". En cas d'égalité, la "skin" est reportée sur le trou suivant | 2,3 ou 4          |
| Club Slots    | même principe que le Skins Match. Avant chaque trou, les clubs utilisables par chaque joueurs sont déterminés par une machine à sous à 3 rouleaux : un pour les bois, un pour les fers longs et un pour les fers courts. Les rouleaux comportent également des étoiles, si un joueur en obtient trois, il peut utiliser tous les clubs | 2,3 ou 4          |

## Personnages
Le jeu comporte des personnages issus de l'univers des jeux Super Mario et d'autres spécifiques à Mario Golf 64.
Le livret du jeu indique les caractéristiques suivantes :
| Nom du personnage | Distance de drive et trajectoire de balle | disponibilité      | univers d'origine |
| ----------------- | ----------------------------------------- | ------------------ | ----------------- |
| Plum              | 208 yards. Bas et droit.                  | jouable au début   | créé pour le jeu  |
| Charlie           | 210 yards. Fade bas.                      | jouable au début   | créé pour le jeu  |
| Peach             | 212 yards. Haut et droit.                 | jouable au début   | Super Mario Bros. |
| Baby Mario        | 215 yards. Draw haut                      | jouable au début   | Super Mario Bros. |
| Luigi             | 220 yards. Fade bas.                      | Mode Get Character | Super Mario Bros. |
| Yoshi             | 230 yards. Standard et droit              | Mode Get Character | Super Mario Bros. |
| Sonny             | 240 yards. Draw haut.                     | Mode Get Character | créé pour le jeu  |
| Maple             | 245 yards. Haut et droit.                 | non précisé        | créé pour le jeu  |
| Wario             | 250 yards. Fade bas.                      | Mode Get Character | Super Mario Bros. |
| Harry             | 260 yards. Draw haut.                     | Mode Get Character | créé pour le jeu  |
| Mario             | 270 yards. Draw haut                      | Mode Get Character | Super Mario Bros. |
| Donkey Kong       | 275 yards. Fade bas                       | non précisé        | Super Mario Bros. |
| Bowser            | 280 yards. Draw haut.                     | non précisé        | Super Mario Bros. |

Personnages non-indiqués dans le livret, mais jouables dans certaines conditions :
| Nom du personnage | Distance de drive et trajectoire de balle | disponibilité             | univers d'origine |
| ----------------- | ----------------------------------------- | ------------------------- | ----------------- |
| Metal Mario       | 285 yards. Draw haut                      | non précisé               | Super Mario Bros. |
| Sherry            | 200 yards. Bas et droit.                  | Nintendo 64 Transfer Pack | créé pour le jeu  |
| Azalea            | 204 yards. Fade bas                       | Nintendo 64 Transfer Pack | créé pour le jeu  |
| Kid               | 202 yards. Draw bas                       | Nintendo 64 Transfer Pack | créé pour le jeu  |
| Joe               | 205 yards. Draw haut.                     | Nintendo 64 Transfer Pack | créé pour le jeu  |

## Parcours
Le jeu propose 6 parcours différents et 2 parcours de minigolf.
Les parcours vont en difficulté croissante.

### Parcours
1. Toad's Highland : Parcours de type inland, le plus facile du jeu
2. Koopa Park : parcours en forêt, parsemé d'obstacles d'eau
3. Shy Guy Desert : parcours isolé au sein d'un désert, comportant quelques éléments associés à l'imagerie populaire sur l’Égypte.
4. Yoshi's Island : parcours placé dans un environnement tropical (jungle notamment), avec de nombreuses dénivellations.
5. Boo Valley : Parcours ayant des caractéristiques de type links, mais dans un environnement montagneux.
6. Mario's Star : la disposition de chacun des trous de ce parcours vue du ciel représente un personnage de la franchise Super Mario Bros.

### Parcours de minigolf
A. Luigi's Garden : chaque trou a la forme d'un chiffre (1, 2, 3, 4, 5, 6, 8, 9) pour les 9 premiers trous et celle d'une lettre (A,B,C, D, E, F, G, H, I) pour les 9 derniers.
B. Peach's Castle : chaque trou à la forme d'une lettre (de J à Z), sauf le dernier qui prend la forme d'un point d'interrogation et oblige à un saut périlleux pour passer du corps du symbole au point.